# 臺北市私立延平高級中學
25°2′11.20″N 121°32′22.41″E / 25.0364444°N 121.5395583°E
臺北市私立延平高級中學，或稱延平中學，為一所位於臺灣台北市大安區建國南路一段的私立完全中學，創校於1946年，前身為延平學院。男女合校，原為男女分班，自2014年9月開始國中部及高中部均改為男女合班。創辦人為朱昭陽、宋進英。

## 校史

### 創校
1945年，於日本大藏省（今財務省）任職的旅日台灣人朱昭陽與律師宋進英返台，秉承「生命的意義，不在當大臣，而在培養大臣」的理念欲創辦一所供臺灣人就讀學校。時朱昭陽在大同中學校長任內，經炭礦界巨擘劉明引介，拜訪台灣各地仕紳如李建興、顏欽賢等人獲得支持及承諾資助:85。但在停辦因此尚未收齊捐款之前，僅獲得永豐餘共同創辦人何義捐款三十萬舊臺幣現金作為創校基金:85。最初欲先開辦文、法、商三科，並先創辦夜間部以提供日治時期失去就讀大學機會的許多社會人士:85。其師資多延請朱昭陽、宋進英與謝國城等人籌組的「新生臺灣建設研究會」中的台籍菁英及知識分子:68,69,84，並借用當時由臺北市參議會議長周延壽所負責的開南商工學校的荒廢教室辦學，計畫修繕校舍建築後，日間由開南使用，夜間則歸延平所用:85,86。
學校籌備就緒後，籌組董事會並邀請林獻堂擔任董事長，董事成員多為台籍抗日知識份子如蔡培火、吳三連、楊肇嘉、林柏壽、杜聰明等人，並經由蔡培火建議，推薦丘念台做外省代表，同時邀請游彌堅、劉啟光、黃朝琴等擔任地方官員的菁英加入，還有為創校奔走的劉明、謝國城、及朱昭陽等人:87。由朱昭陽出任創校首任校長。創校之初皆未請託董事捐款或代為募款，董事也未主動干涉學校事務或人事，並全權信任委由朱昭陽負責，如游彌堅謙言：「我們對學校也沒有什麼貢獻，我們也沒有什麼意見。」:87。為紀念延平郡王鄭成功，由林獻堂命名為「延平大學」:86。

### 延平學院時期

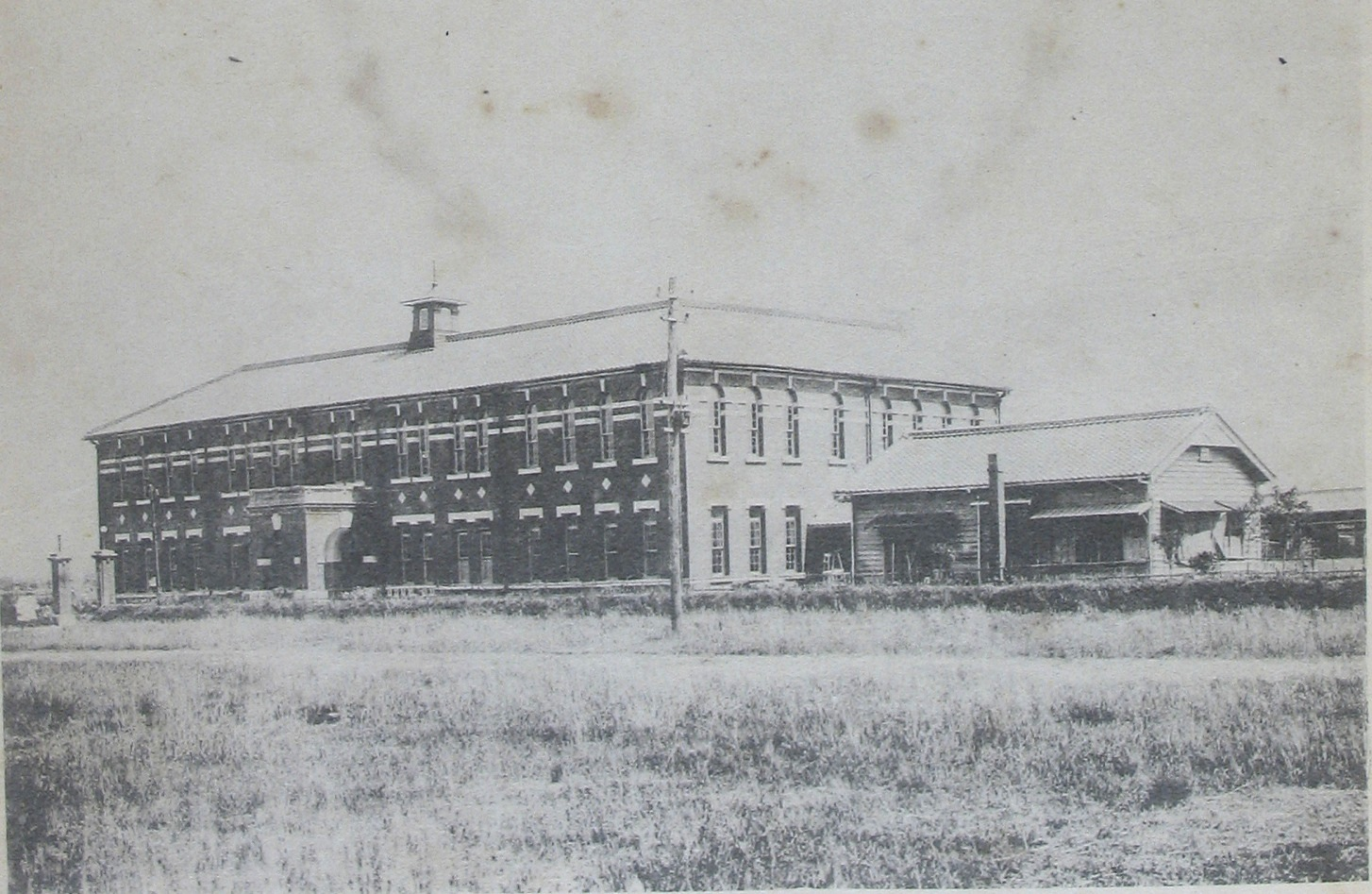
創校時期與開南商工的共同校舍

民國三十五年（1946年）9月5日正式招收學生，男女兼收，須參加考試，考試費50元。
當時報名人數踴躍多達兩千人，包含青年及成年人，有小學教師、校長、中級公務員、實業界人士等，經由考試後最終錄取約一千人:88,89。開辦之初僅招收政治、經濟、法律三個學系的夜間部學生，無法成立大學故取名為「延平學院」:89，此為台灣人創辦的第一所學院。依當時規定，大學或獨立學院的設立需經過教育部核准。因當時教育部位於南京，聯絡困難，經游彌堅建議及協助，依照當時大陸常有作法，先招生再補辦手續:88。
同年十月十日雙十節的夜晚，延平學院借用開南商工學校操場舉行開校典禮:88。因為戰後時局混亂，操場並無電燈照明設備，典禮進行僅依靠蠟燭的微弱燭光:88。朱昭陽在典禮中以台語致詞：「在這一片漆黑的會場中，所幸有一支燭光帶給我們些微的明亮；我們的學校在此時開辦，正是要給這混亂、昏昧的社會提供一線光明，我們要當荒野暗夜中的螢光……」:88,89，螢火蟲也成為該校象徵。學校的專任老師主要是東京帝國大學出身，包含朱昭陽、宋進英、朱華陽、邱永漢等五、六人，兼任教師大半為臺灣大學的教授，朱昭陽也於此時辭去大同中學校長職位:89。據該校資深教師回憶，陳澄波亦曾在此任教，並留贈畫作留於此校（已軼）。當時師資陣容堅強，「教授也都比較開明進步」（曾就讀延平學院的葉紀東語）:89，校風及師生也十分自治、開明:89。

#### 二二八事件停辦
民國三十六年（1947年）2月，時值第一個學期過後的寒假，創校尚不及半年；2月27日，圓環緝菸事件發生。隔日2月28日，民眾集結於臺灣行政長官公署請願，公署衛兵射殺請願民眾，造成多人死傷，爆發「二二八事件」。當時台北的所有大專院校，臺灣大學、師範學院、法商學院、臺北工專和延平學院，不論已經開學或尚在寒假期間，事件一發生立即罷市罷課:103。延平學院當時的學生很多是社會青年，和臺灣大學、師範學院的學生有聯絡，在學校無從也未曾介入的情況下參與社會活動:103,104。3月4日中午，各校學生於延平學院討論計畫，於建國中學、師範學院、臺大本部組成三個大隊，以「要自由、要麵包、打倒國民黨政府」為口號。曾任二二八事件學生隊伍幹部的葉紀東回憶此事件云：「事情發生後，學生紛紛集會、遊行都自動的組織起來。我們就在學生自己發動起來的基礎上，進一步把各學校的積極分子連繫再一起，成為一股較大的力量。」「學生都很單純，滿腔熱血，多半是看不慣祖國接收官吏的行徑與他們對臺灣人的歧視，要爭取民主平等。」「事件中延平學院的學生幾乎都參加了學生隊伍，很活躍，國民黨認為學生所起的作用太壞。」:104:90-92當時有很多警察躲起來不敢上班，有八、九十位延平學院學生自願保護派出所，維持社會秩序:104。二十一師登陸後，有些學生在被殺，活動大隊崩散，在當時若提起延平學院學生會遭到槍決:104。
3月9日，軍隊進入學校，宣稱學校藏有武器包含手榴彈七十餘枚、軍用汽油五大桶和「興華共和國」旗幟:105。3月20日，警備總司令部以「辦理不善，且未奉准立案，二二八事件期間並有一部份學生參加叛亂，殊屬不法」之理由，關閉延平學院。並進一步搜索學校負責人:105。朱昭陽原此時原在奔母喪，經鄰居朋友楊廷謙之胞弟楊廷琦通知，躲避於其么妹阿英在永康街住所近一個月:105。其後幾年商借開南商工學校的教室使用。在二二八事件受難的教育人員中，延平學院及淡江中學所屬受難教師、行政人員及學生人數最多。此一重大事件是造成延平學院由大學轉為中學的轉捩點。紀錄中相關受難人士有：李日富，延平學院學生、忠義服務隊總務組副組長，1951年6月18日遭臺灣省保安司令部以「叛亂」罪名判處死刑，1952年4月1日槍決。程大學，長官公署秘書處編輯，延平學院經濟系學生，3月間自板橋返回西螺後遭警察逮捕，羈押五日，並遭刑求。徐征，延平學院教員，遭國軍以「奸偽首要」罪名，於臺北市伊寧街自宅逮捕後失蹤。

### 復校

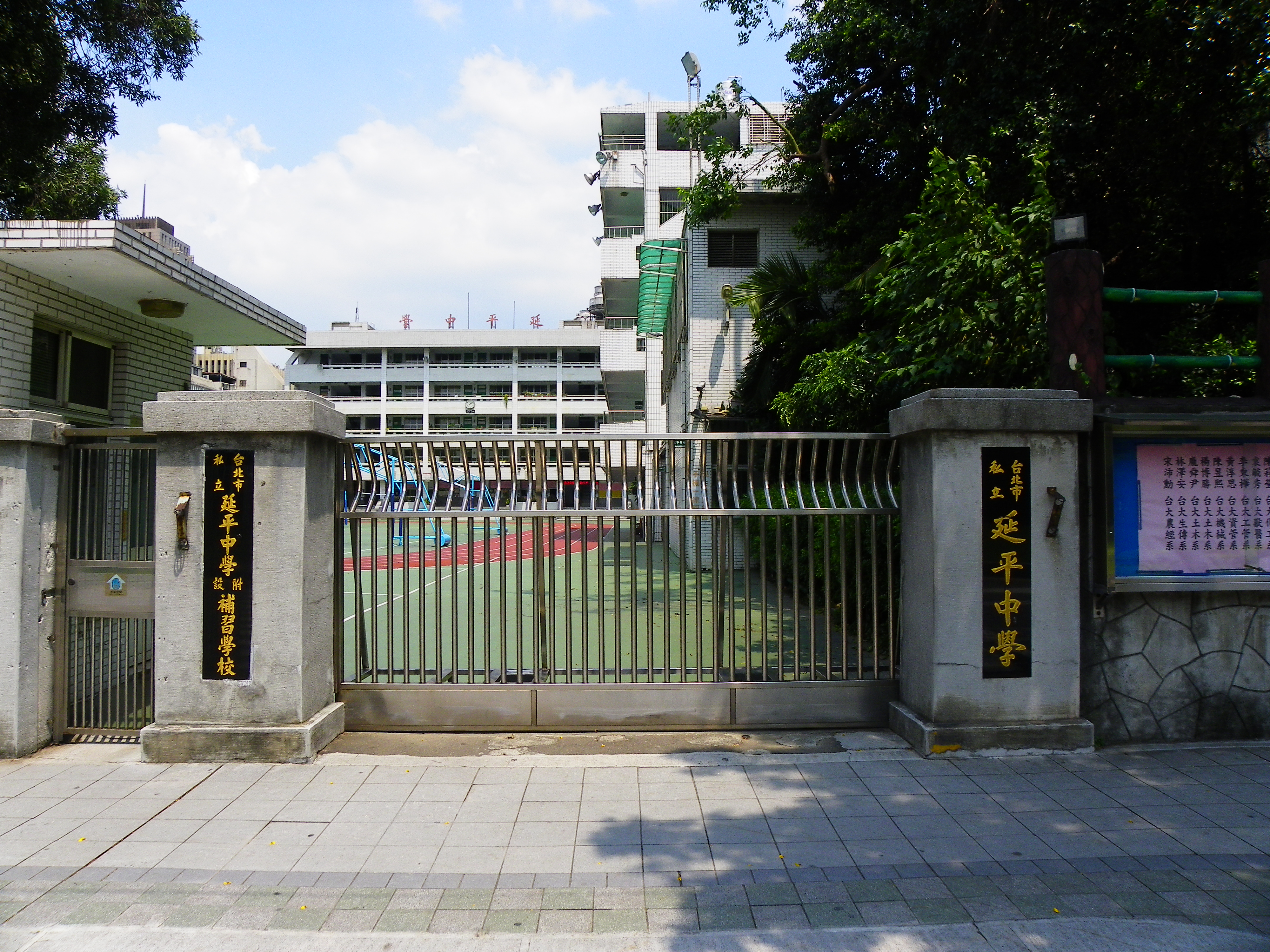
延平中學建國南路校址舊正門(已拆)

二二八事件後，時局猶亂，創校董事與熱心校務人士積極奔走復校事宜。朱昭陽假現在金華國中的教室辦公，不久軍隊進駐，經劉明安排改至漢口街振山實業社籌備復校事宜:147。因當時臺灣省政府的權限只有設立中等學校的許可權，在尚無校址也無校舍的情況下以申請延平補校為名復校:149。但因當時開南商工學校董事王民寧為國民黨員，故其不願意履行晚間教室讓予延平補校之約定，須另覓校地:149。後經西門國小校長陳炳榕協助，撥出一間教室作為延平補校的辦公室，並允許延平補校於夜間使用其他教室{:147。
1948年9月以「延平高中補習學校」名義復校，有賴朱昭陽於東京第一高等學校同窗，時任臺灣省政府主任秘書羅理鼎力協助，招收補校高中四班及專修班商科及法律等班，高中部依一般高中標準課程授課，專修班為高中畢業後課程:147-150。並借用西門國小校舍上課。其後曾聘請許多資深知名教授及社會知名人士任教，其中包括黃春木、徐先堯、陳慶成、曹欽源、洪遜欣、黃金穗、翁通楹、林渭川、蔡煉昌、林秀棟、李登輝、高湯盤、吳金川、施學習、朱華陽、謝國城、李淦、許建裕、許遠東、林滋培、邱永漢等臺籍菁英:150。後專修班因人數減少停招:151。1949年9月，白色恐怖時期，復校甫一年，校長朱昭陽及其弟弟教師朱華陽，因當年在東京籌組「新生臺灣建設研究會」被拘押於保安司令部於東本願寺地下室的黑牢達百日，副校長宋進英在逃，校務受到影響，學生銳減至一百多人:151。時值大陸淪陷，社會動盪不安，是否續辦學校意見分歧，故多位校務委員求去，改組校務委員會，由專任及兼任教師擔任校務委員:151。
因朱昭陽任職於合作金庫，結識台北市農會理事長許江富，在其協助下，農會理事會同意租借延平補校該會在建國南路之三千坪土地，租金依照公有土地租金標準核計:154。1953年在現今建國南路校地上建校。在時任台北市市長兼任延平董事的吳三連及多位市議員吳永言、陳錫慶、吳開關、陳鄭岐等人奔走下，市議會通過特別補助延平建築校舍費用新台幣二十萬元，佔工程總款二分之一，也是台北市政府補助私立學校的首例:154。初期興建本大樓(今不存)一、二樓十間教室，於1953年完工。因學校其餘三面皆為種稻之水田，故被人戲稱為「水上黌宮」（黌，音ㄏㄨㄥˊ，即學校）。1954年正式設立補校初中部。起初以轉賣延平學院時期向政府申購的建校用檜木材維持學校經常性開銷，後成立工藝社，委請王白淵主持，運用剩餘木材營業獲取資金，後被情治單位鎖定，於四、五年後關閉:161。初期招生困難，連續五年僅能招收一班，後由六班百人逐漸增加至五十幾班二千多人:167。

### 延平中學時期

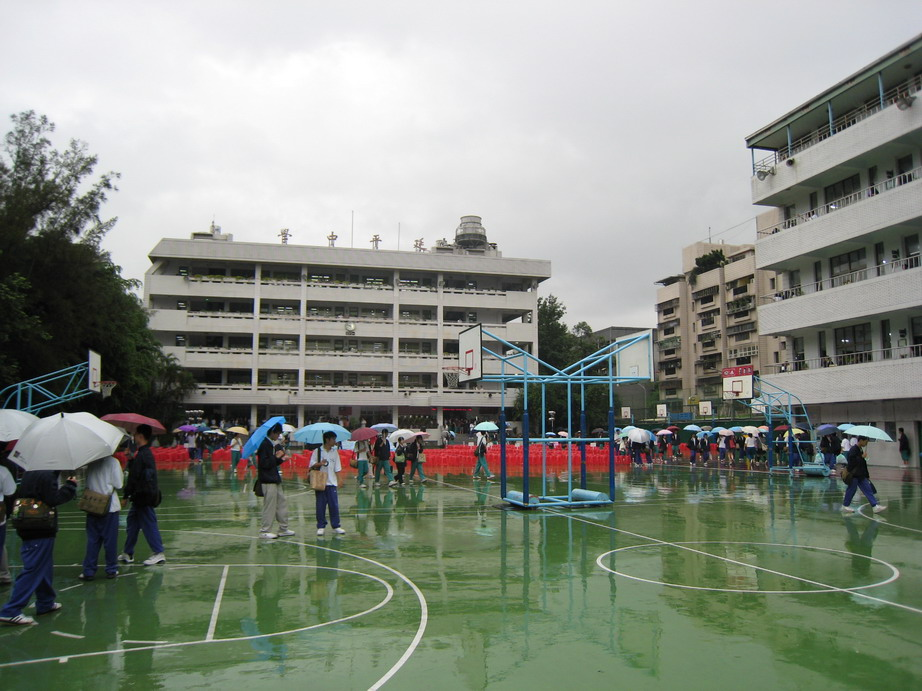
延平中學新本大樓

民國四十八年（1959年）延平補校日間部改制為中學，奉准立案，改為現稱「臺北市私立延平高級中學」。延平中學初期，初中部為社會肯定，入學競爭激烈:167。1961年校舍建築二期完工。1963年增建南大樓，並於1968年增建電子大樓(東大樓)。1968年，實施九年國民義務教育，就學人口迅速膨脹，為解決超額現象，依教育部命令採登記入學方式，與學校理念衝突:167,168。之後教育部命令初中部改採抽籤方式入學，直至民國100年廢除，改採考試入學。1976年，延平中學三十周年校慶時，設置「育英助學貸款」嘉惠清苦或家中遭逢巨變學生:166。民國六十八年（1979年）設立初中部直升班後，高中部升學成績逐漸改善，因國中部學生多參加高中聯考就讀公立明星高中，自1980年起鼓勵該校優秀畢業生直升高中部:169。自此有畢業生考上各類組的第一志願，例如有首位資優學生蕭輔仁越級參加大學聯考錄取臺大醫學系。
1988年5月，立法院會三讀通過延平中學前身延平學院適用二二八事件「受難教育文化機構回復條款」，可獲得平反，恢復名譽。1989年新本大樓落成。1995年9月2日，時任粟竹松校長於巡視學校時突發心肌梗塞，經仁愛醫院搶救無效離世。2001年於校慶舉辦首次社團團發表會。2011聯成立第一屆學生畢聯會；2013年成立第一屆學生自治會。2019年，校舍改建，拆除東大樓、實驗大樓（一）、（二）棟、本大樓與董事會辦公室。2020年，延平新建校舍昭陽樓及進英樓落成啟用，昭陽樓地下一層，地上十三層；進英樓地上七層，一樓挑高為風雨操場。2020年首度於校內室內禮堂舉辦畢業典禮，因校地狹小，在此之前皆需租用國父紀念館、師大附中、北科大等場地舉辦畢業典禮。

## 歷任校長
| 姓名   | 任期                    | 任數   | 備註         |
| ------ | ----------------------- | ------ | ------------ |
| 朱昭陽 | 1946年10月 ～ 1947年3月 | 首任   | 延平學院時期 |
| 朱昭陽 | 1948年6月 ～ 1990年3月  | 第一任 | 延平中學時期 |
| 粟竹松 | 1990年4月 ～ 1995年9月  | 第二任 | 延平中學時期 |
| 林正國 | 1995年9月 ～ 2011年7月  | 第三任 | 延平中學時期 |
| 楊宗銘 | 2011年8月 ～ 2012年1月  | 代理   | 延平中學時期 |
| 劉永順 | 2012年2月 ～ 2020年7月  | 第四任 | 延平中學時期 |
| 張漢鏞 | 2020年8月 ～ 2023年7月  | 第五任 | 延平中學時期 |
| 施雅慧 | 2023年8月至今           | 現任   | 延平中學時期 |

## 歷任董事長
| 董事長 | 任數               | 備註         |
| ------ | ------------------ | ------------ |
| 林獻堂 | 首任               | 延平學院時期 |
| 黃朝琴 | 次任               | 延平學院時期 |
| 黃朝琴 | 第一任至第三任     | 延平中學時期 |
| 吳三連 | 第四任至第八任     | 延平中學時期 |
| 朱昭陽 | 第九任至第十二任   | 延平中學時期 |
| 劉榮凱 | 第十三任           | 延平中學時期 |
| 宋文彬 | 第十四任至第十七任 | 延平中學時期 |
| 陳忠源 | 第十八任           | 延平中學時期 |
| 宋玫玫 | 現任               | 延平中學時期 |

## 行政單位及校內組織
- 行政單位：校長室、教務處、學務處、總務處、輔導室、圖書館、人事室、會計室、外語中心
- 校內組織：家長會、教師會、學生自治會、班聯會、校友總會

## 學生社團
高中部外語中心設有外語選修課程(英語、日語、法語)，併入社團活動，選修者不得參加其它社團。國中部亦可選修第二外語課程，但須要另外繳交費用。國中部學生選修第二外語後，不影響正常社團活動。

## 爭議事件

### 董事涉嫌非法挪用學校基金案
2005年1月3日，爆發董事會董事涉嫌非法挪用學校基金買賣高風險的債券型及股票型基金弊案，三位董事於1999年未經學校董事會同意，非法挪用學校2.2億資金購買基金，虧損2千餘萬元，已違反《私立學校法》，相關董事及校長林正國和出納人員等，都可能涉及背信罪。臺北市教育局科長樊有譽表示，教育局並未同意延平投資基金，投資虧損將依法要求董事會董事賠償。

## 相關書目
- 許雪姬、張隆志、陳翠蓮，2007，《坐擁書城：賴永祥先生訪問紀錄》遠流出版社
- 朱昭陽、吳君瑩、林忠勝，1996，《朱昭陽回憶錄：風雨延平出清流》前衛出版社

## 外部連結
- 臺北市私立延平高級中學  （页面存档备份，存于）
- 臺北市私立延平高級中學學生自治會 （页面存档备份，存于）